# Lil Keed
Lil Keed, pseudonimo di Raqhid Jevon Render (Atlanta, 16 marzo 1998 – Portland, 14 maggio 2022), è stato un rapper statunitense.

## Biografia
Render nasce ad Atlanta, sesto di sette figli e cresce a Forest Park per poi tornare ad Atlanta, a Cleveland Avenue. Nel 2016, dopo la morte del suo grande amico Rudy, comincia a rappare. Render ha 6 fratelli e 1 sorella; uno dei fratelli è il rapper Lil Gotit.
Nonostante i genitori fossero separati, essi furono sempre presenti durante la sua crescita.
Durante l'adolescenza Keed lavora ai fast food Subway e McDonald's.

### 2017 - 2018: Inizi,Trapped On Cleveland,Trapped On Cleveland 2 e Keed Talk To 'Em
Nel 2017 Render pubblica vari singoli con suo fratello minore Lil Gotit.
Ad inizio 2018 esce il mixtape Trapped On Cleveland e nello stesso periodo inizia a frequentare una ragazza del suo quartiere, la nipote del rapper Young Thug, che, affascinato dalle abilità del ragazzo, decide di prenderlo sotto la sua ala
Il 23 luglio 2018 Keed pubblica Slatt Rock, che anticipa il secondo mixtape Trapped on Cleveland 2, uscito lo stesso giorno.
Il 16 ottobre Keed e Lil Gotit pubblicano, insieme a Lil Uzi Vert, il singolo Heavy Metal.

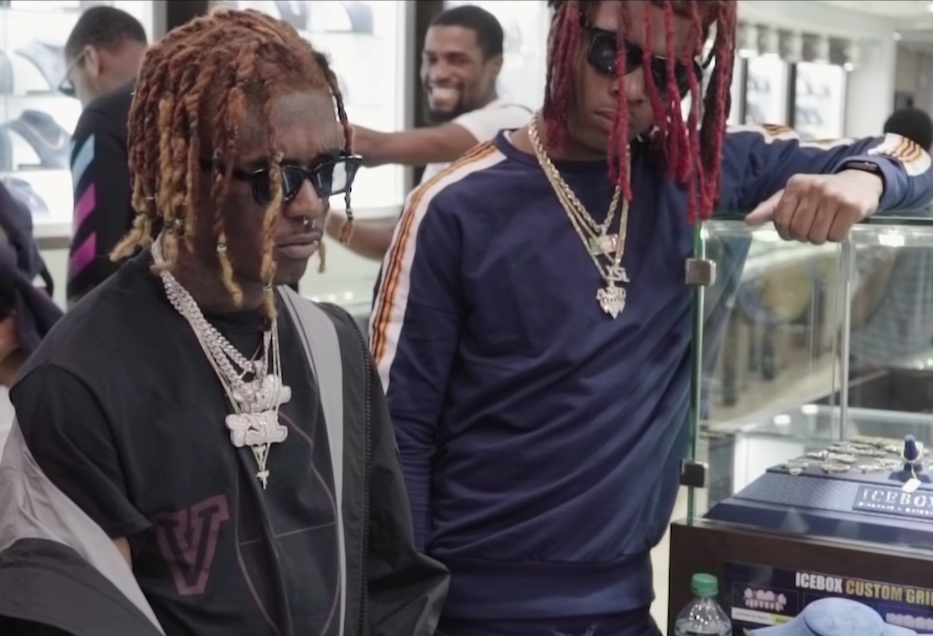
Lil Keed con Lil Uzi Vert nel 2018.

Il 12 dicembre esce il terzo mixtape Keed Talk To 'Em, che vede collaborazioni con 21 Savage, Trippie Redd, Lil Durk e Lil Yachty.

### 2019-2020:Long Live MexicoeTrapped On Cleveland 3
Il 12 marzo 2019 Keed collabora nel singolo del fratello Drop The Top. Due giorni dopo, pubblica Move It, con Offset dei Migos. Il 27 marzo Lil Keed fu nominato per la decima edizione di XXL Freshman. Il 24 aprile Keed esce il singolo Oh My God e il 6 maggio pubblica Proud Of Me, con Young Thug, Il 29 maggio pubblica Pull Up, con Lil Uzi Vert e YNW Melly.. Tutti pezzi che anticipano l'uscita del primo album in studio il 13 giugno,   Long Live Mexico, che contiene collaborazioni con Gunna, Lil Uzi Vert, Roddy Ricch, YNW Melly e Young Thug e la sua più grande hit, Snake. L'album arriva alla posizione 26 nella Billboard 200.. Il titolo dell'album è un omaggio ad un amico di Lil Keed precedentemente deceduto, Mexico .
Il 22 luglio collabora con Future nel singolo Undefeated Lo stesso giorno viene pubblicato il video del singolo HBS, diretto da Cole Bennett. Il 3 settembre pubblica Saliva, il 18 settembre Swap it out con Lil Duke, a novembre pubblica Bankroll., mentre il 27 novembre viene pubblicato il video della hit Snake.
L'11 gennaio 2020 Keed annuncia Trapped On Cleveland 3. Il 30 gennaio Keed pubblica "A-Team (You Ain't Safe)" con Lil Yachty e Lil Gotit, prodotto dal noto Zaytoven.
Il 15 aprile Keed pubblica "No Dealings", primo estratto del mixtape, mentre il 14 maggio esce Wavy, secondo estratto. Il 12 giugno pubblica il terzo estratto Fox 5, con Gunna.. Il 7 agosto pubblica Trapped On Cleveland 3, che contiene collaborazioni con, oltre il già citato Gunna, anche Young Thug, Lil Baby, Ty Dolla Sign, Travis Scott, 42 Dugg e Future. Mentre il 30 ottobre esce la deluxe del mixtape, aggiungendo le collaborazioni di O.T. Genasis, Quavo, Chris Brown e Lil Gotit.
A gennaio 2022 ha annunciato il quarto mixtape Keed Talk To 'Em II.

### Morte
Il 14 maggio 2022 viene ritrovato senza vita a Portland, nel Maine, all'età di soli 24 anni, per via di una grave forma di insufficienza renale acuta.

## Discografia

### Album in studio
- 2019 – Long Live Mexico
- 2020 - Trapped on Cleveland 3
- 2023 - Keed Talk to 'Em 2

### Mixtape
- 2018 – Trapped on Cleveland 2
- 2018 – Keed Talk to 'Em
- 2020 - Trapped On Cleveland 3

## Vita Privata
Render aveva una figlia di 3 anni, Naychur, avuta dalla fidanzata Quana Bandz.